# República de Florida Occidental
La República de la Florida Occidental, oficialmente Estado de Florida, fue un estado satélite de los EE. UU. que surgió de la ocupación en septiembre de 1810 del fuerte de San Carlos en Baton Rouge (Florida española) en el contexto de la expansión occidental de los EE. UU. Ocupaba la región al este del Mississippi del actual estado de Luisiana y la zona costera de los estados de Alabama y Mississippi.
De breve duración, existió sólo tres meses hasta ser anexada a los EE. UU. bajo el gobierno de James Madison.

## Historia

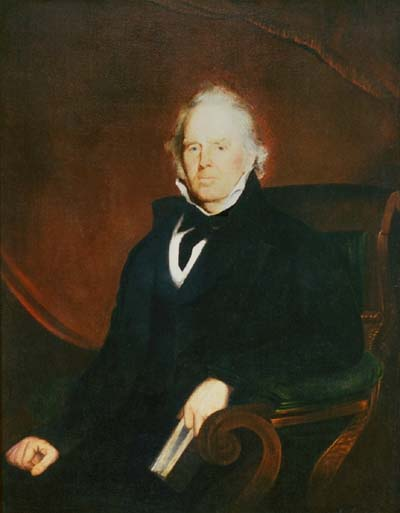
Philemon Thomas, quien tomó el fuerte San Carlos de Baton Rouge (1810)

La expansión occidental de los EE. UU. (1803) acordada con Napoleón Bonaparte tenía como principales intereses la ciudad de Nueva Orleans y su zona de influencia costera de Mobile y Baton Rouge. Sin embargo, estas últimas eran españolas desde las victorias de Bernardo de Gálvez en la guerra de independencia de EE. UU. (1779-1783).  Aprovechando la inestabilidad política en el imperio español originada por el gobierno francés de España (1810-1814), el presidente James Madison propició la ocupación de Baton Rouge de la mano de revolucionarios y filibusteros. 
Las reuniones políticas para el desprestigio de las instituciones y administración españolas, especialmente del gobernador Carlos de Hault de Lassus, fueron planeadas por el Secretario de Estado de EE. UU. Robert Smith desde junio de 1810.

El 23 de septiembre de 1810 Philemon Thomas dirigió el ataque al fuerte Carlos de Baton Rouge. Se intentó además, un fracasado asalto a Mobile.  Tras la victoria de Baton Rouge se izó la bandera de la nueva República de Florida Occidental. Al igual que sucediera con las guerras de Independencia hispanoamericanas, se dio cuenta del nombre de la bordadora, en este caso Melissa Johnson, la esposa del comandante de las milicias Dragoons de Florida Occidental. Esta bandera, la Bonnie Blue Flag, resurgió durante la guerra civil estadounidense (1861-1865).Sin haber obtenido el control de la totalidad del territorio español, se proclamó en St. Francisville el primer gobierno de la República de Florida Occidental de Fulwar Skipwith, diplomático estadounidense que había intervenido en las negociaciones de la compra de la Luisiana. La República de Florida tuvo además, una Constitución redactada sobre la Constitución de los Estados Unidos, y el gobierno dividido en tres poderes: ejecutivo, judicial y legislativo. Estados Unidos no reconoció oficialmente la República de Florida, pese a controlarla de facto.

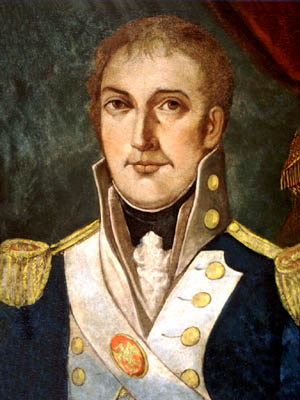
William C. C. Claiborne

Tras la negociación del gobernador Vicente Folch para el abandono español de Florida Occidental a EE. UU., a excepción de Mobile, el 27 de octubre de 1810 James Madison proclamó la posesión de Florida Occidental y su anexión al recién formado territorio de Orleáns. William C. C. Claiborne, gobernador militar del territorio de Orleáns, ocupó el territorio tomando St. Francisville el 6 de diciembre de 1810, Baton Rouge el 10 de diciembre de 1810 y Biloxi en enero de 1811.
España finalmente perdió Mobile en abril de 1813 ante la fuerza estadounidense capitaneada James Wilkinson en la guerra de 1812. El distrito de Mobile fue incorporado en el territorio de Misisipi.

## Límites

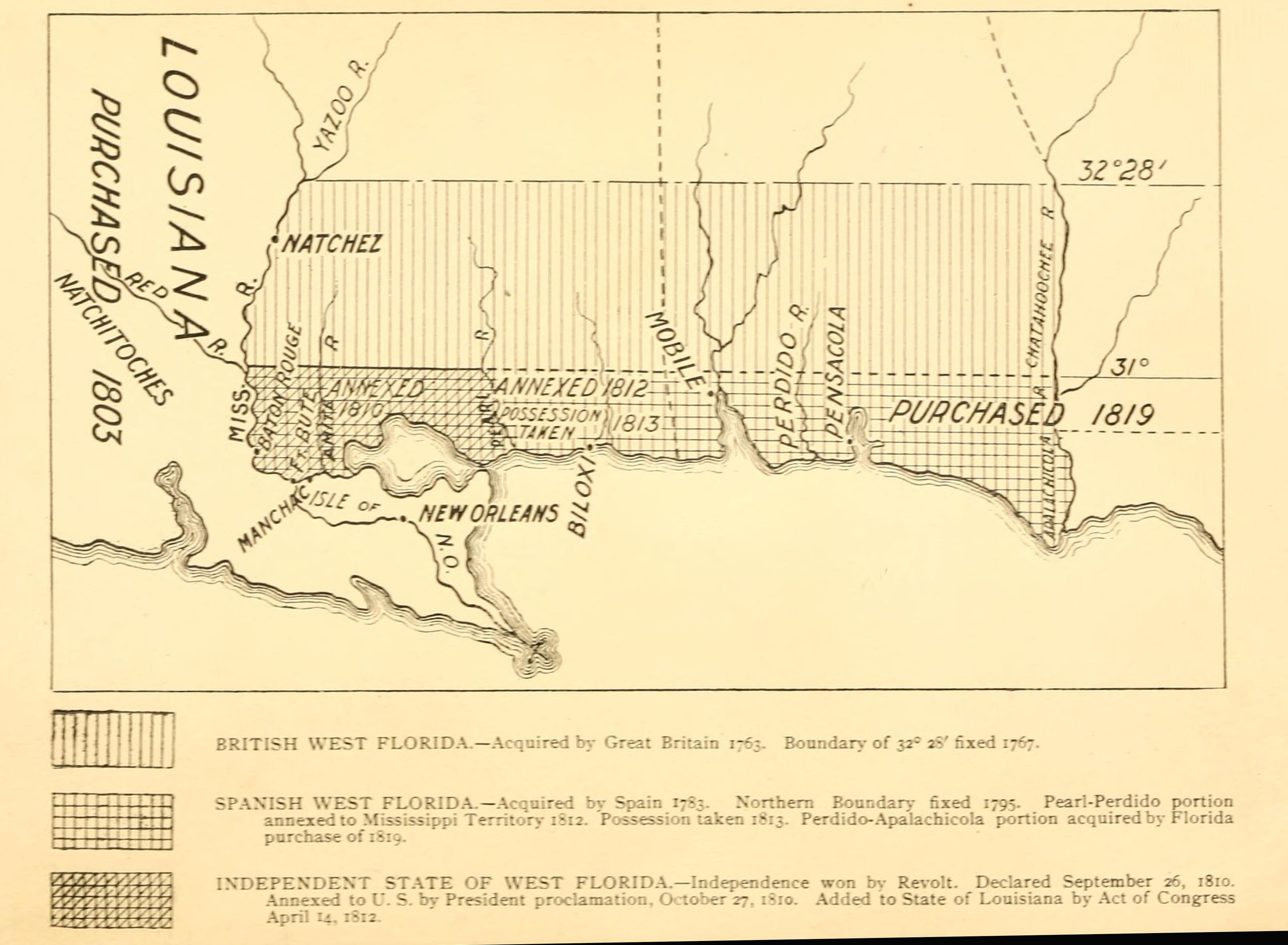
Un mapa de 1903 mostrando loa cambios territoriales de "Florida Occidental".

La república de Florida Occidental comprendía los territorios al sur del paralelo 31, al oeste del río Perdido y al este del río Misisipi pero al norte del lago Pontchartrain. El límite meridional era el Golfo de México. 
La República de Florida Occidental incluyó lo que hoy en día son los condados de Baldwin y Mobile en lo que hoy es Alabama; los condados de Hancock, Pearl River, Harrison, Stone, Jackson y George en Misisipi, así como las partes más meridionales de los condados de Lamar, Forrest, Perry, y Wayne; y las parroquias de East Baton Rouge, este y oeste de Feliciana, Livingston, St. Helena, de Tangipahoa, St. Tammany y Washington en Luisiana.

## Organización territorial
Se organizó en el distrito de Baton Rouge, que se extendía entre el Misisipi y el río de la Perla; y el distrito de Mobile, que se extendía entre el Perla y el Perdido, en los actuales estados de Alabama, Misisipi y Luisiana.